# Kilburn and the High Roads
Kilburn and the High Roads a fost o formație britanică pub rock fondată de Ian Dury în 1970, prima trupă formată de acesta. Trupa a lansat un singur album de studio în anul 1975, după care s-a desființat în același an. AllMusic creditează trupa ca fiind „o influență de necontestat asupra punk și new wave”.

## Istoric
Dury a fondat Kilburn & the High Roads în 1970. Trupa era formată din Ian Dury ca vocalist și compozitor, pianistul Russell Hardy, chitaristul Ed Speight (mai târziu înlocuit de Nick Cash), basistul Charlie Hart (mai târziu înlocuit de Humphrey Ocean), saxofonistul George Khan (mai târziu înlocuit de Davey Payne) și bateristul Chris Lucas (înlocuit de Terry Day și mai târziu de David Newton-Rohoman, care folosea cârje). Trupa a susținut primul lor concert în 1971 și erau o apariție regulată pe scena pub rock până în 1973. Kilburn & the High Roads au cântat în deschiderea The Who în turneul Quadrophenia de la sfârșitul anului 1973.
Trupa a semnat cu Raft Records, subsidiară a Warner Bros., și a înregistrat un album în 1974, dar care a rămas nelansat atunci când casa de discuri a fost închisă. Trupa a fost reprezentată de antreprenorul de modă Tommy Roberts, prevestind cumva implicarea lui Malcolm McLaren cu Sex Pistols. După ce a semnat cu Dawn Records, subsidiară a Pye, trupa a lansat primul single, „Rough Kids”, în același an, iar în 1975 un al doilea single și albumul de debut Handsome în variantă reînregistrată. Curând după aceea, trupa a fost desființată.
Dury a format apoi trupa Ian Dury and the Kilburns, care nu a supraviețuit un timp îndelungat, și mai târziu, cu diferite persoane, un grup nou, Ian Dury and the Blockheads, lansând inițial înregistrări sub propriul său nume. Cariera solo de succes a lui Dury a dus la lansarea în 1977 a unui al doilea album Kilburn and the High Roads, Wotabunch!, în ciuda desființării anterioare a grupului. Albumul este în mare măsură un duplicat al primului album, dar remixat cu demo-uri mai timpurii, iar mai târziu, în 1983, o compilație EP, The Best of Kilburn and the High Roads, cu următoarea casă de discuri a lui Dury, Stiff Records.

## Moștenire
Davey Payne l-a urmat pe Dury în Blockheads. Nick Cash (pe numele său real Keith Lucas) a plecat pentru a forma trupa punk 999. Humphrey Ocean a înregistrat un single scris de Dury, lansat cu Stiff Records în 1978. 
Suggs i-a creditat pe Kilburn and the High Roads cu a fi avut „o influență foarte mare” asupra Madness. Paul Simonon de la The Clash l-a creditat pe Dury ca fiind o influență asupra punk. Sex Pistols au fost inspirați de producția lui Chris Thomas la primul album al Kilburn and the High Roads și astfel au lucrat cu acesta. De asemenea, s-a sugerat că John Lydon a împrumutat unele aspecte ale stilului primelor sale interpretări de la Dury, deși această sugestie este refutată de Lydon.

## Membri
- Ian Dury - voce, percuție (de asemenea, textier și compozitor)
- Rod Melvin - pian/voce (de asemenea, compozitor)
- Russell Hardy - pian (de asemenea, compozitor)
- Nick Cash (Keith Lucas) - chitară
- Humphrey Ocean - chitară bas
- Charlie Hart - chitară bas
- Charley Sinclair - chitară bas
- Ian Smith - chitară bas
- Davey Payne - saxofon
- George Khan - saxofon
- Ted Speight - chitară
- David Newton-Rohoman - baterie
- Terry Day - baterie
- Chris Lucas - baterie
- George Butler - baterie

## Discografie

### Albume de studio
| Titlu      | Casa de discuri                             | Înregistrat | Lansat                   |
| ---------- | ------------------------------------------- | ----------- | ------------------------ |
| Handsome   | Dawn Records Pye Records Cherry Red Records | 1974        | 1975 (re-lansat în 2016) |
| Wotabunch! | Warner Bros. Records                        | 1974        | 1977                     |

### Single
| Titlu                                 | Casa de discuri | Înregistrat | Lansat |
| ------------------------------------- | --------------- | ----------- | ------ |
| "Rough Kids"/"Billy Bentley"          | Dawn Records    | 1974        | 1974   |
| "Crippled With Nerves"/"Huffety Puff" | Dawn Records    | 1975        | 1975   |

### Compilații
| Titlu                                | Casa de discuri | Înregistrat | Lansat |
| ------------------------------------ | --------------- | ----------- | ------ |
| The Best of Kilburn & the High-Roads | Stiff Records   | 1982        | 1983   |